# Albert Heijn
Albert Heijn je značka supermarketů provozovaných na území Belgie a Nizozemska společností Ahold Delhaize. Řetězec byl založen roku 1887.
S počtem více než 1 000 prodejen v Nizozemsku se jedná o nejrozšířenější obchodní řetězec supermarketů v Nizozemsku.
Současné logo je používáno od roku 1965, je navrženo Jamesem Pilditchem a Johnem Harrisem a od roku 2003 je logo obklopeno modrým domem.

## Typy prodejen
| název              | obrázek | typ              |
| ------------------ | ------- | ---------------- |
| Albert Heijn       |         | supermarket      |
| Albert Heijn To Go |         | večerka          |
| Albert Heijn XL    |         | malý hypermarket |